# Педро Трольйо
Педро Трольйо (ісп. Pedro Troglio, нар. 28 липня 1965, Лухан) — колишній аргентинський футболіст, що грав на позиції півзахисника. По завершенні ігрової кар'єри — футбольний тренер. Наразі очолює тренерський штаб команди «Тігре».
Виступав, зокрема, за клуб «Рівер Плейт», а також національну збірну Аргентини, разом з якою був срібним призером чемпіонату світу і бронзовим призером Кубку Америки.

## Клубна кар'єра
У дорослому футболі дебютував 1983 року виступами за «Рівер Плейт», в якому провів п'ять сезонів, взявши участь у 59 матчах чемпіонату і виграв за цей час чемпіонат Аргентини, а також став володарем Кубка Лібертадорес, Міжконтинентального та Міжамериканського кубка.
З 1988 року грав у Італії за «Верону», «Лаціо» та «Асколі», після чого 1994 року перебрався до Японії, де виступав за «Фукуоку Блюкс» (з 1996 року — «Авіспа Фукуока»).
На початку 1997 року Трольйо повернувся на батьківщину, ставши гравцем клубу «Хімнасія і Есгріма».
Завершив професійну ігрову кар'єру у нижчоліговому аргентинському клубі «Вілья Дальміне», за який виступав протягом сезону 2002/03 років.

## Виступи за збірну
1987 року дебютував в офіційних матчах у складі національної збірної Аргентини.
У складі збірної був учасником розіграшу Кубка Америки 1989 року у Бразилії, на якому команда здобула бронзові нагороди, та чемпіонату світу 1990 року в Італії, де разом з командою здобув «срібло». На «мундіалі» зіграв всі 6 матчів своєї команди, в тому числі і фінальний, в якому аргентинці поступилися збірній ФРН.
Протягом кар'єри у національній команді, яка тривала 4 роки, провів у формі головної команди країни 21 матч, забивши 2 голи, причому обидва в ворота збірної СРСР — у 1987 і 1990 роках..

## Кар'єра тренера
Розпочав тренерську кар'єру невдовзі по завершенні кар'єри гравця, 2004 року, очоливши тренерський штаб клубу «Годой-Крус» з Прімери B Насьональ, але вже в березні 2005 року очолив клуб Прімери «Хімнасія і Есгріма» і допоміг йому зберегти прописку в еліті. У наступному сезоні він зайняв з командою 2-е місце в Апертурі, повторивши найвище досягнення в історії команди. В квітні 2007 року був звільнений з посади після погіршення результатів.
В червні 2007 року Трольйо став головним тренером «Індепендьєнте» (Авельянеда), де пропрацював до квітня наступного року.
У серпні 2008 року очолив парагвайський клуб «Серро Портеньйо», з яким 2009 році завоював титул чемпіона Парагваю (Апертура).
30 травня 2010 року «Архентінос Хуніорс» призначив Трольйо головним тренером команди. Він пішов у відставку 18 вересня 2011 року після невдалого старту в Апертурі 2011-12.
Протягом 2011—2016 років знову був головним тренером клубу «Хімнасія і Есгріма».
З березня 2016 року очолює тренерський штаб команди «Тігре».

## Титули і досягнення

### Як гравця
- Чемпіон Аргентини (1):

«Рівер Плейт»: 1985–86
- Володар Кубка Лібертадорес (1):

«Рівер Плейт»: 1986
- Володар Міжконтинентального кубка (1):

«Рівер Плейт»: 1986
- Володар Міжамериканського кубка (1):

«Рівер Плейт»: 1987
- Віце-чемпіон світу: 1990
- Бронзовий призер Кубка Америки: 1989

### Як тренера
- Чемпіон Парагваю (1):

«Серро Портеньйо»: 2009 (Апертура)